# Une gare pour deux
Pour plus de détails, voir Fiche technique et Distribution.
Une gare pour deux (Вокзал для двоих, Vokzal dlya dvoikh) est un film soviétique réalisé par Eldar Riazanov, sorti en 1983.

## Synopsis
Une soirée d'hiver glaciale. Dans une colonie pénitentiaire de travail quelque part en Sibérie, l’appel du soir. Le prisonnier Platon Sergueïevitch Ryabinine, musicien, est informé que sa femme est venue le voir et a loué une chambre dans un village situé à 10 kilomètres de la colonie.  Il lui est également ordonné de récupérer son accordéon. Il peut refuser d'aller au rendez-vous, mais pas de refuser de suivre les instructions de ses supérieurs. Il est également prévenu qu'être en retard à l’appel du matin équivaut à une évasion. Sur le chemin du village, Platon se souvient de ce qui lui est arrivé peu de temps avant sa condamnation...
Platon voyage dans le train « Moscou - Douchanbé » jusqu'à la ville de Griboïedov. A la gare intermédiaire de Zastoupinsk, il descend pour déjeuner au restaurant de la gare. Le repas s'avère si mauvais que Platon refuse de le manger. Au moment où les passagers se lèvent pour regagner le train, la serveuse Véra Nefedova s’efforce de les faire payer pour le repas. Platon refuse, arguant du fait qu’il n’a rien mangé. Il s’accroche avec Véra, et pendant ce temps, le train repart sans lui. Le directeur adjoint de la gare promet de mettre Platon dans le prochain train dans la soirée du même jour.  Le lieutenant de police Nikolacha convainc Platon qu'il vaut mieux payer ce qu’il doit pour le déjeuner. Platon finit par payer, de mauvaise grâce, et Véra se moque de lui.
Par un autre train, l’amant de Véra, le contrôleur Andreï, arrive à la gare. Il apporte deux valises de melons pour que Véra les vende au marché local. Andreï demande à Platon de surveiller les melons, lui prend prenant son passeport comme garantie. Et il entraîne Véra dans le train. Mais elle hésite cette fois-ci devant cet amant toujours pressé. L'arrêt du train est raccourci, Véra redescend, le train repart, et Andreï repart avec le passeport de Platon. Sans passeport, Platon ne peut pas prendre le prochain train et il est contraint de rester à Zastoupinsk jusqu'à ce qu'Andreï repasse.
Dans la journée, Platon et Véra se croisent plusieurs fois à la gare et finissent par se réconcilier. Après un banquet de mariage, Véra décide d'organiser un hébergement pour Platon à l'hôtel Intourist, mais la gardienne Marina refuse. Le soir, Véra rate le dernier autobus et est obligée de passer la nuit à la gare avec Platon, partageant son sort et un dîner « royal » - les restes des plats du banquet de mariage. La nuit, un voleur à la tire dérobe le portefeuille de Platon endormi. Afin de récupérer un peu d’argent, Platon tente de vendre des melons laissés par Andreï au marché, et Véra l’aide. Le soir, il invite Véra au restaurant de la gare. Pour payer les dîners, il joue du piano avec la généreuse permission du pianiste local, Chourik.
A la télévision, Platon montre sa femme à Véra : elle présente les prévisions météorologiques à la télévision. Il lui raconte comment celle-ci a renversé un homme au volant d'une voiture et l’a tué. Elle l’a ensuite accusé, disant que c’était lui qui conduisait. Maintenant, Platon attend son procès, et il s'est engagé par écrit à ne pas quitter les lieux. Mais il se rend secrètement à Griboïedov pour voir son père gravement malade et qu'il craint de ne pas retrouver vivant après sa libération. Véra essaie pour la deuxième fois d'organiser une nuit pour Platon à l’Intourist. Julia, de service cette nuit-là, accepte. Mais après un certain temps, elle revient sur son accord : en raison du mauvais temps, un groupe de touristes en route pour Moscou, arrive à l’hôtel. Platon et Véra passent cette fois-là la nuit dans le compartiment d’un wagon au dépôt.
Le lendemain, Andreï arrive et rend son passeport à Platon. Véra rompt ses relations avec Andreï. Jaloux, il provoque une bagarre entre lui et Platon, et il le bat.  Puis il s’arrange avec la police et s'en va. Véra achète un billet de train à Platon.  Puis elle dit qu'elle a contacté sa femme par téléphone (auparavant Platon lui avait donné son numéro de domicile) afin d’essayer de la convaincre de ne pas gâcher sa vie. Cette dernière a refusé et affirmé qu'elle ne sait pas du tout conduire une voiture.  Sur le quai, Véra et Platon se disent au revoir et Platon quitte Zastoupinsk...
Retour au présent. Platon arrive au village, sort son accordéon de l'atelier et sort à contrecœur pour rencontrer sa femme, mais découvre que ce n'est pas sa femme qui est venue le voir, mais Véra. Ils se retrouvent... Le matin, ni Platon ni Véra n'entendent le réveil, et lorsqu'ils se réveillent, il ne leur reste que 1 heure et 20 minutes pour faire à pied les 10 km pour aller au camp avant l’appel du matin. Platon doit courir jusqu'à la colonie avec son accordéon, et Véra court avec lui. La clôture du camp et les tours sont enfin tout proches, mais de fatigue Platon ne peut plus marcher et n'arrive pas à être dans le camp au moment de l’appel.
Les gardiens  se rendent compte de l’absence du prisonnier Ryabinine. Véra demande alors à Platon de jouer de l'accordéon. Les gardiens dans la cour de la prison, l’entendent et le considèrent comme présent à l'heure réglementaire.

## Fiche technique
- Titre original : Вокзал для двоих, Vokzal dlya dvoïkh
- Titre français : Une gare pour deux
- Réalisation : Eldar Riazanov
- Scénario : Émile Braguinski et Eldar Riazanov
- Costumes : Edit Priede
- Photographie : Vadim Alissov
- Montage : Valeria Belova
- Musique : Andreï Petrov
- Pays d'origine : URSS
- Format : Couleurs - 35 mm - 1,37:1 - Mono
- Genre : drame
- Durée : 141 minutes
- Dates de sortie :
  - URSS : 11 février 1983
  - France : mai 1983 (Festival de Cannes 1983)

## Distribution
- Lioudmila Gourtchenko : Véra, serveuse du restaurant de la gare
- Oleg Bassilachvili : Platon Sergueïevitch, pianiste
- Nikita Mikhalkov : Andreï, contrôleur, amant de Véra
- Nonna Mordioukova : dite « oncle Micha », revendeuse de billets au noir
- Mikhaïl Kononov : Nikolacha, lieutenant de milice
- Anastasia Voznessenskaïa : Youlia, employée de l'Intourist à l'hôtel
- Alexandre Schirwindt : Chourik, pianiste du restaurant
- Tatiana Doguileva : Marina, employée de l'Intourist à l'hôtel
- Olga Volkova : Violetta, serveuse
- Stanislav Sadalski: alcoolique de la gare
- Alla Boudnitskaïa : Macha, la femme de Platon
- Eldar Riazanov: chef de gare adjoint
- Photographie de Vadim Spiridonov (Oncle Micha)

## Sélection
- Festival de Cannes 1983 : sélection en compétition officielle